# Fageca
|  | Per al pilotari Fageca, vegeu Ismael Vidal Soneira. |

Fageca és un municipi del País Valencià a la comarca del Comtat.

## Geografia

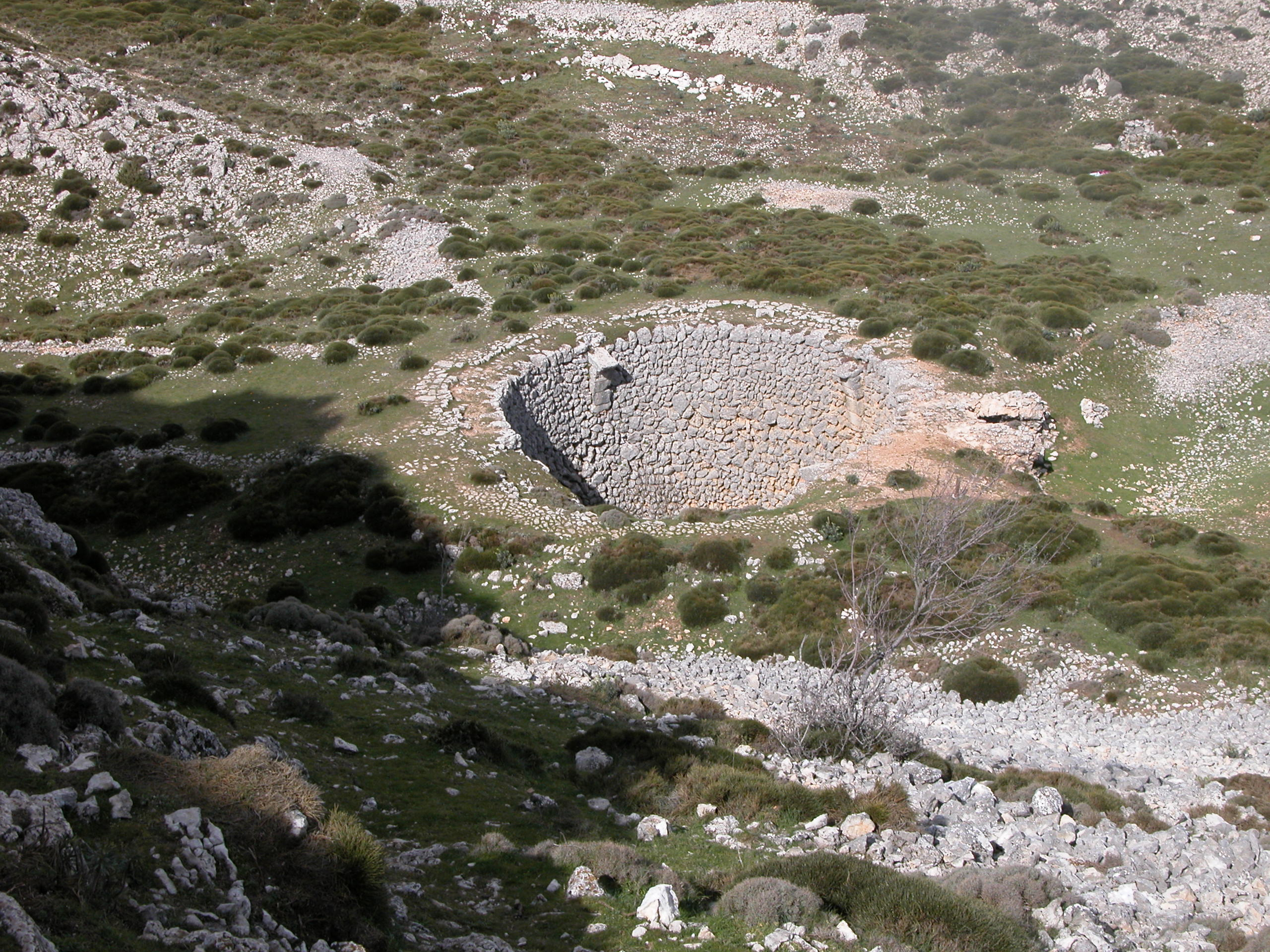
Pou de glaç de Fageca situat al Pla de la Casa (Serrella)

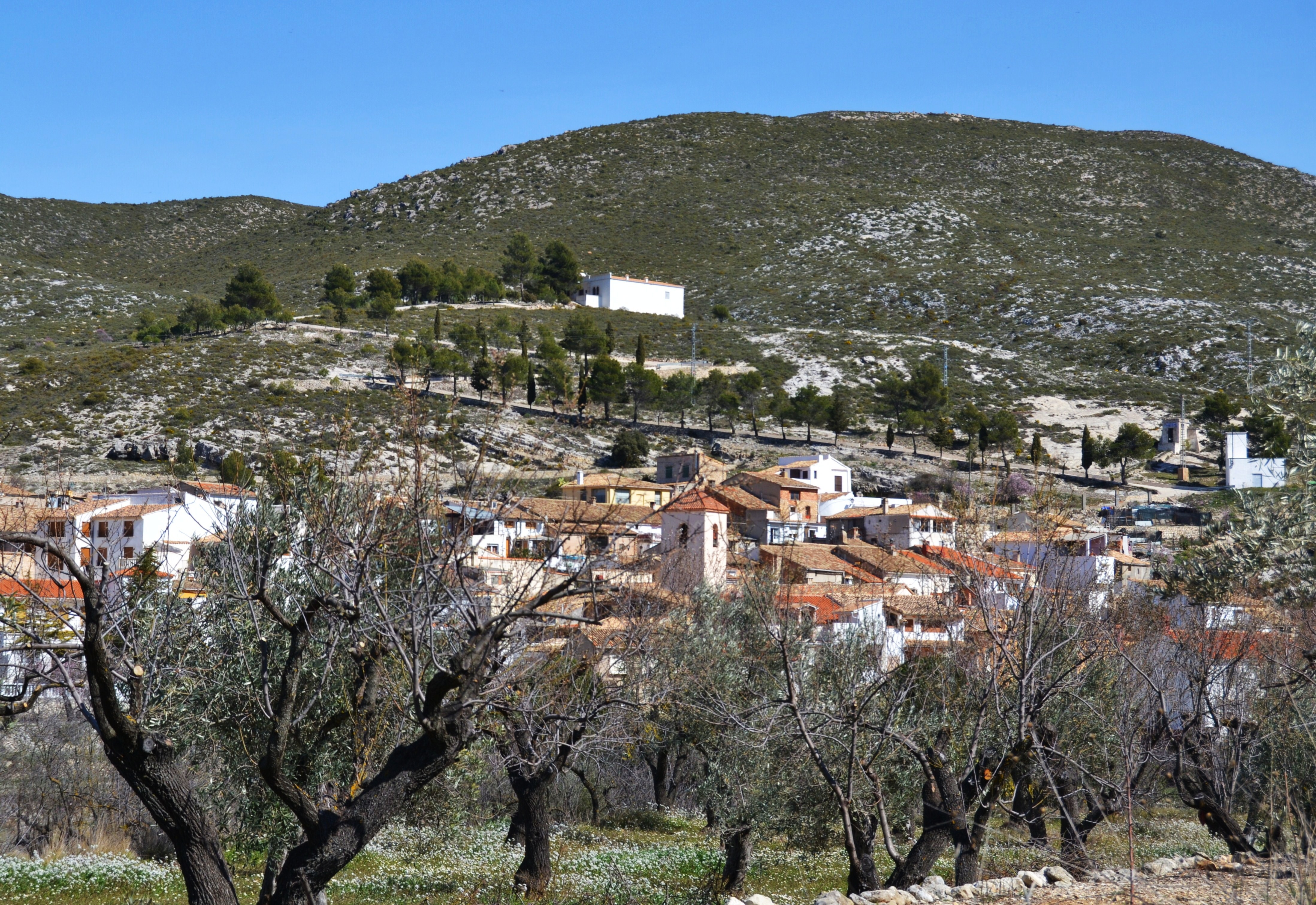
Ametllers i vista del poble de Fageca

El municipi, amb un terme de 10,2 km², està situat a la vall de Seta, a la serra d'Alfaro, aspra i de formes calcàries. Al seu terme hi destaquen formacions muntanyoses com el Pla de la Casa (1378 m) o la Serrella. El seu terme municipal limita amb els de Quatretondeta, Benimassot, Tollos, Famorca i Confrides.
Pel que fa al clima, els hiverns són moderadament freds a causa de l'altitud; sol nevar tots els anys i les gelades són freqüents de desembre a febrer, algunes vegades molt destacables podent arribar a -6 °C. Els estius són càlids, encara que les temperatures mínimes durant els estius solen ser moderadament fresques en comparació amb les de localitats pròximes.

## Història
Lloc de moriscos que, en l'any 1602 comptava amb 34 famílies. La seua església fou erigida en parròquia des del 1574, donant-se-li com annexa la de Famorca i dependent d'ella la de Benimassot fins a mitjans del present segle. Darrere la conquesta, s'atorgarà la seua jurisdicció als marquesos de Guadalest. L'any 1609 els seus habitants es revoltaren amb motiu de l'expulsió dels moriscos. Com a conseqüència de la despoblació per l'expulsió dels moriscos del poble, fou repoblada amb mallorquins. La població, dependent econòmicament d'una agricultura de secà, ha emigrat cap a nuclis industrials propers com ara Alcoi.

## Topònim
El topònim Fageca prové de l'arbre faig (Fagus sylvatica), que antigament era molt comú en la vall de Seta. Des de gener del 2021 la denominació oficial única del poble és Fageca. Abans la denominació havia estat la forma castellanitzada Facheca.

## Demografia
Des del segle xix s'ha produït una emigració contínua cap a nuclis industrials propers com ara Ontinyent o Alcoi. Després de dècades amb pèrdua de població, en va guanyar cap a finals de la segona dècada del segle XXI. D'acord amb el cens de 2021, té una població de 105 habitants.
| Població | 414 | 369 | 294 | 284 | 270 | 263 | 257 | 251 | 227 | 232 | 178 | 139 | 134 | 93 | 105 |

## Economia
L'economia és eminentment agrícola, amb producció de fruiters, ametlers, cereals, oliveres, que s'organitzen en forma de bancals. Al sector central del terme municipal, el més baix, hi predomina absolutament el secà. Tot i la importància d'aquest sector, l'agricultura ocupa només un 30% del terme, mentre que el 70% restant està ocupat per matollars i és aprofitat per a la ramaderia (bestiar cabrum i oví).

## Administració i política
Des de 2019 l'alcalde de Fageca és Ismael Vidal Soneira del Partit Socialista del País Valencià (PSPV).
| Període                       | Alcalde o alcaldessa  | Partit polític | Data de possessió | Observacions |
| ----------------------------- | --------------------- | -------------- | ----------------- | ------------ |
| 1979–1983                     | Antonio Català Aragó  | UCD            | 19/04/1979        | --           |
| 1983–1987                     | Alfredo Llorca Seguí  | AP-PDP-UL-UV   | 28/05/1983        | --           |
| 1987–1991                     | Alfredo Llorca Seguí  | AP             | 30/06/1987        | --           |
| 1991–1995                     | Raquel Seguí Camps    | AETPF          | 15/06/1991        | --           |
| 1995–1999                     | Raquel Seguí Camps    | PSPV-PSOE      | 17/06/1995        | --           |
| 1999–2003                     | Cristina Seguí Devesa | PP             | 03/07/1999        | --           |
| 2003–2007                     | Carmen Devesa Genaro  | PP             | 14/06/2003        | --           |
| 2007–2011                     | Carmen Devesa Genaro  | PP             | 16/06/2007        | --           |
| 2011–2015                     | Carmen Devesa Genaro  | PP             | 11/06/2011        | --           |
| 2015–2019                     | Carmen Devesa Genaro  | PP             | 13/06/2015        | --           |
| 2019-2023                     | Ismael Vidal Soneira  | PSPV-PSOE      | 15/06/2019        | --           |
| Des de 2023                   | n/d                   | n/d            | 17/06/2023        | --           |
| Fonts: Generalitat Valenciana |                       |                |                   |              |

## Monuments d'interés
- Om centenari de Fageca. Situat al centre de la plaça del poble.
- Torre del Pla de la Casa. També conegut com a Castell de Xeroles, està situat a la muntanya de la Serrella, a 1359 metres d'altitud.
- Església de l'Esperit Sant. Erigida en parròquia l'any 1574.[2]
- Cementeri. És un dels cementeris més alts sobre el nivell del mar de les comarques centrals.

## Gastronomia
Entre la gastronomia local destaca el guisat de cigrons, olleta, minxos i, amb el cafè, rotllos d'aiguardent.

## Festes locals
Les festes patronals de Fageca són en honor a la Mare de Deu del Dolors i l'Esperit Sant i se celebren la setmana del quart diumenge d'agost.